# Ibn Abdun
Abu-Muhàmmad Abd-al-Majid ibn Abdun al-Yabirí al-Fihrí (àrab: أبو محمد عبد المجيد بن عبدون اليابري الفهري, Abū Muḥammad ʿAbd al-Majīd ibn ʿAbdūn al-Yābirī al-Fihrī), més conegut simplement com Ibn Abdun, fou un poeta andalusí natiu d'Évora que va viure als segles xi i xii. Fou secretari del rei de Badajoz (abans governador d'Evora) Úmar ibn al-Àftas al-Mutawàkkil (1078). Quan va caure la dinastia, el 1094, va entrar al servei dels almoràvits i fou secretari de Yússuf ibn Taixfín i del seu fill Alí ibn Yússuf. Va morir a Évora el 1134.